# Statuia Fecioarei Maria din Cluj-Napoca
Statuia Fecioarei Maria (numită și „Statuia Sf. Maria, Protectoare” sau „Statuia Ciumei”) este un monument din tipologia coloanelor ciumei, edificat la Cluj în anul 1744, opera sculptorului austriac Anton Schuchbauer.

## Descriere
Monumentul se află pe strada Universității, în fața Bisericii Piariștilor, inițial Biserica Iezuiților, care avea alături colegiul iezuit, pe locul căruia a fost construită Universitatea "Francisc Iosif" din Cluj, actualmente Universitatea "Babeș-Bolyai".
Monumentul a fost ridicat la cererea guvernatorului Anton Kornis în anul 1744, ca semn de recunoștință pentru ocrotirea adusă Clujului în perioada ultimei mari epidemii de ciumă între anii 1738-1742. De aceea poartă și numele de „Statuia Ciumei” (ca și statuile similare din alte țări, de pildă numeroasele „Pestsäulen” din spațiul sud-germanic).
Statuia a fost realizată în stil baroc de către sculptorul austriac Anton Schuchbauer (1719-1789).
Elementul central al monumentului este obeliscul cu secțiunea de triunghi, cu colțurile retezate. Suprafața obeliscului este modelată prin prezența unor nori decorați cu capi de putti, iar capitelul acestuia susține cel mai valoros element sculptural al ansamblului, statuia Mariei Immaculata, așezată pe globul pământesc, strivind răul întruchipat prin șarpe. Un putto este o figură dintr-o operă de artă, care constă într-un bebeluș băiat, dolofan, de obicei gol și cu aripi.
Statuia Fecioarei Maria a suferit avarii în 1944 în urma bombardamentelor Aliaților.
Statuia a fost demontată în 1959, întrucât conducerea comunistă a universității nu o agrea. Timp de doi ani, statuia Fecioarei Maria a fost depozitată în condiții improprii, fiind salvată în 1961 de preoții Parohiei Sf. Petru, la cererea cărora a fost amplasată în spatele acesteia.
În 2022 statuia a fost demontată, apoi restaurată, iar în noiembrie 2023 a fost reamplasată pe locul original. După demontare, restauratorul Árpád Zoltán Kiss a declarat că „statuia se află într-o stare surprinzător de proastă și că s-a constatat asta abia când s-a demontat opera de artă, care a fost atașată și îmbinată cu cleme din beton și metal”. De aceea, pe soclu a fost amplasată o copie fidelă a statuii Fecioarei Maria, originalul fiind păstrat în muzeu, alături de îngerii originali. Astfel, în piața de la intersecția străzilor Universității și Kogălniceanu sunt expuse copii ale statuii Sfintei Fecioare și ale îngerilor, iar, în original, sunt redate piedestalul monumentului și cele trei vase.

## Galerie

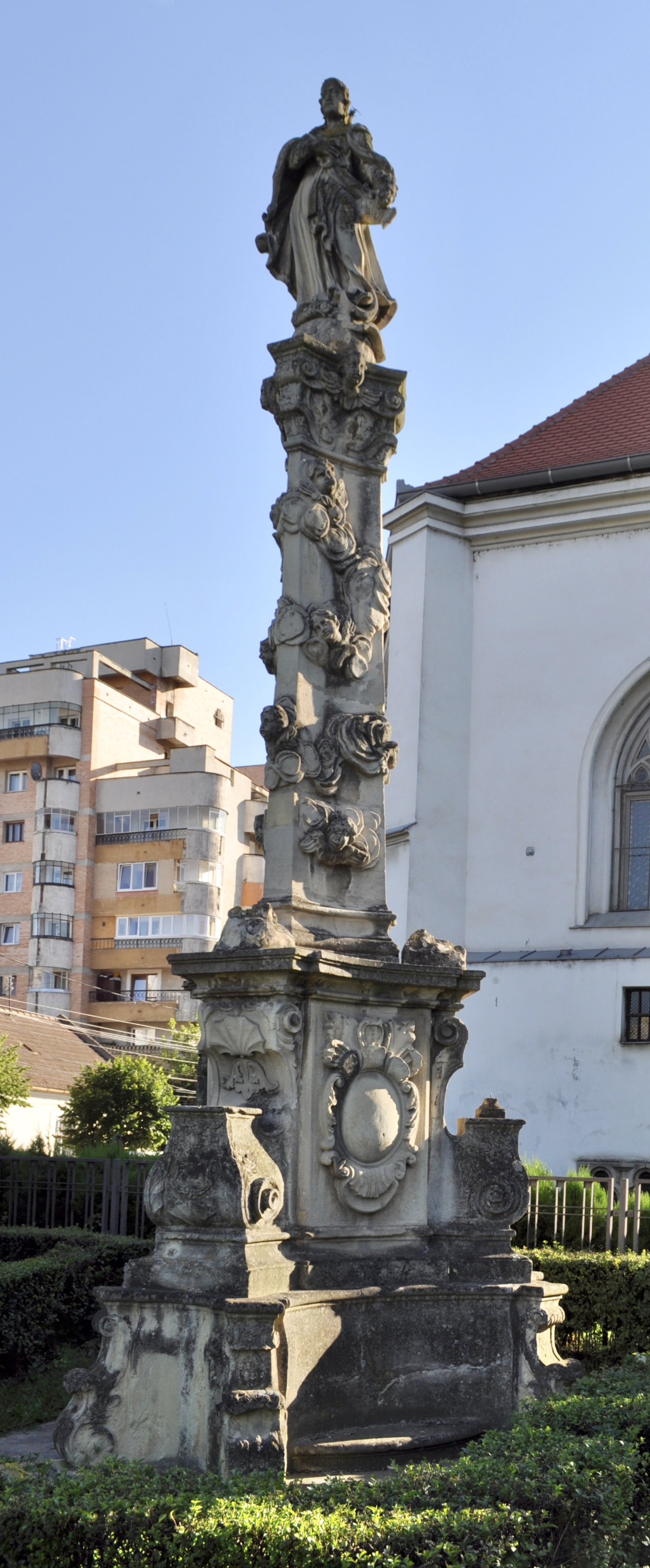
Statuia pe fostul amplasament din spatele Bisericii Sf. Petru
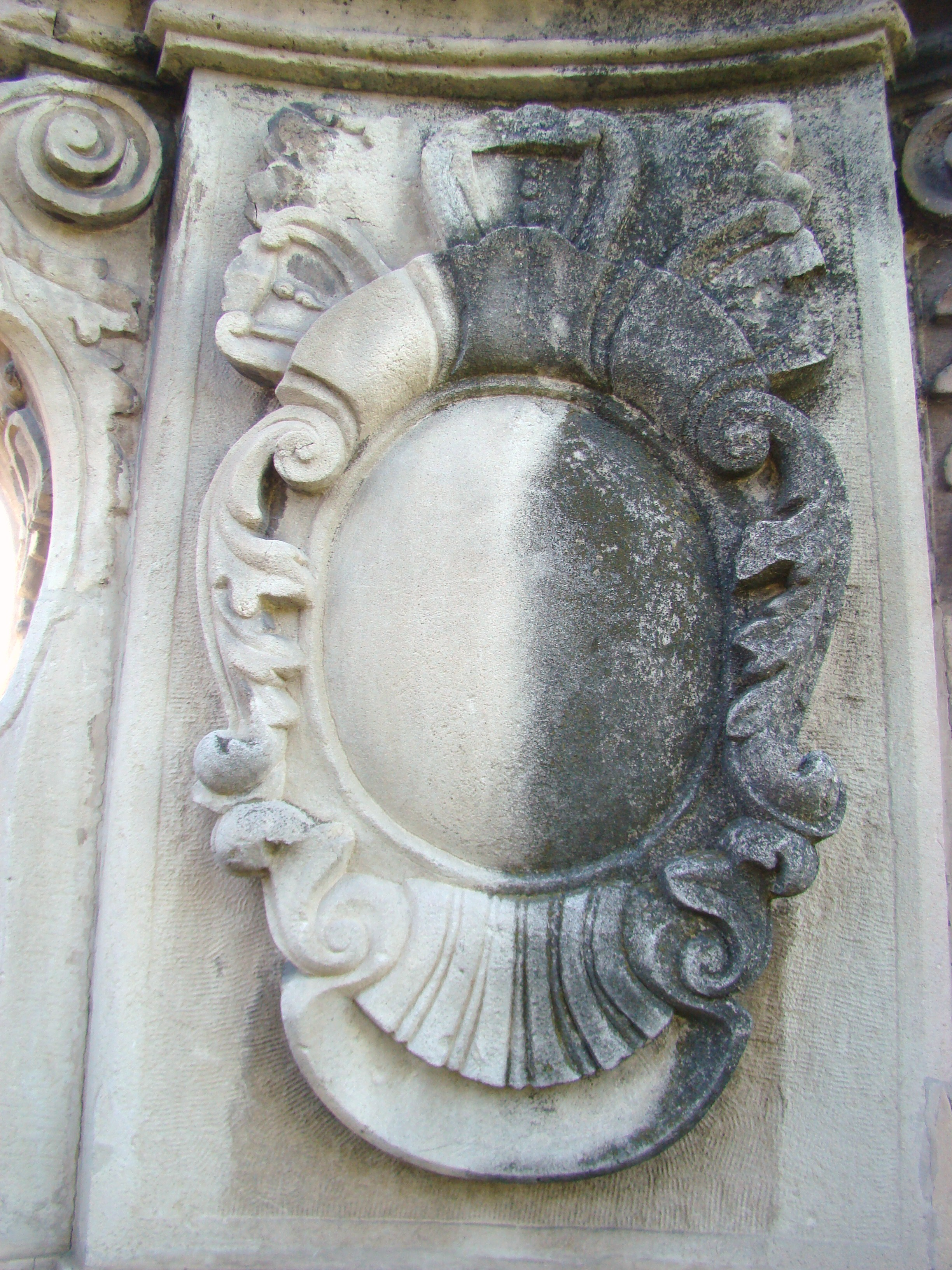
Cartuș
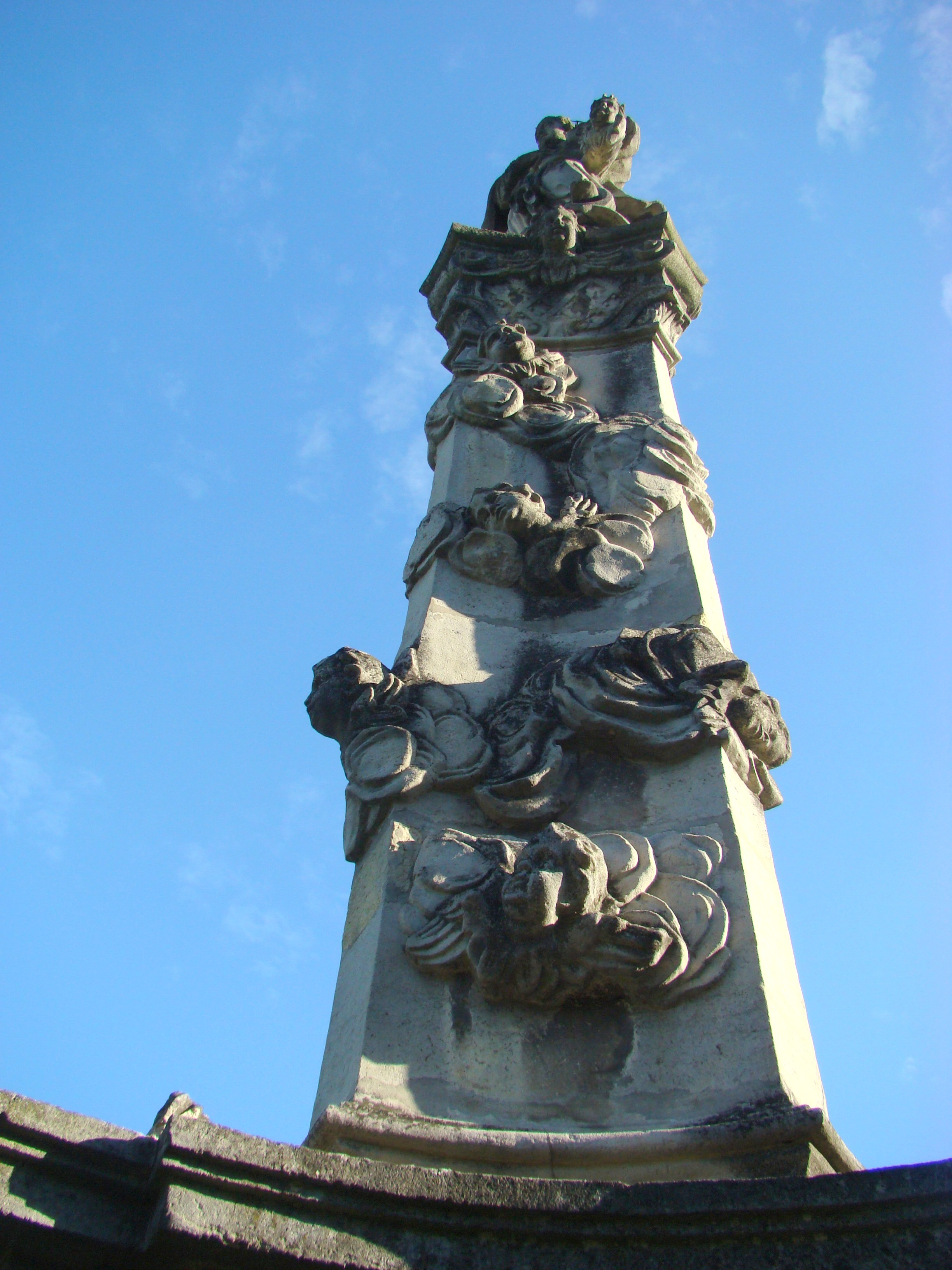
Nori de pe postament
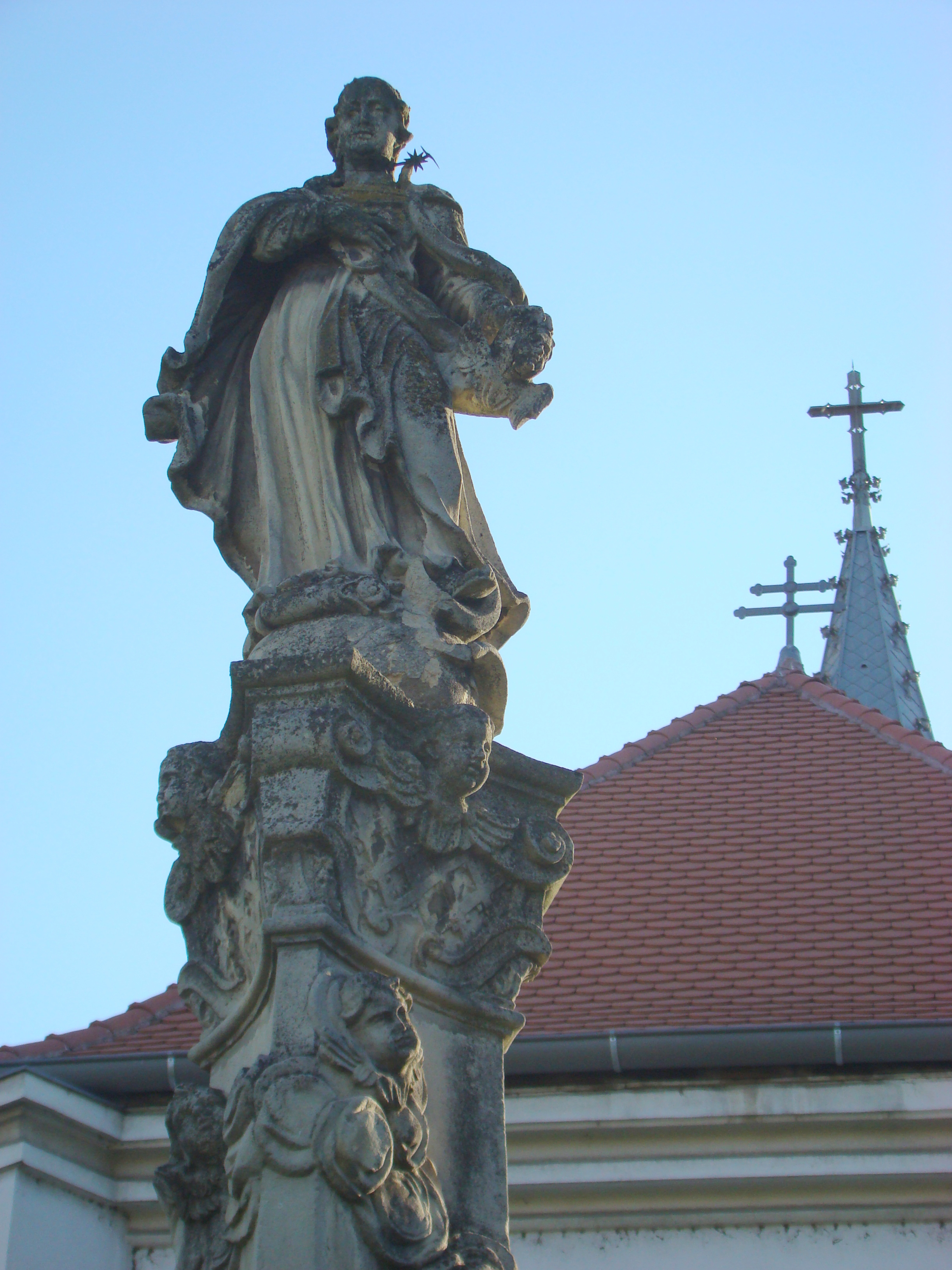
Statuia din vârf
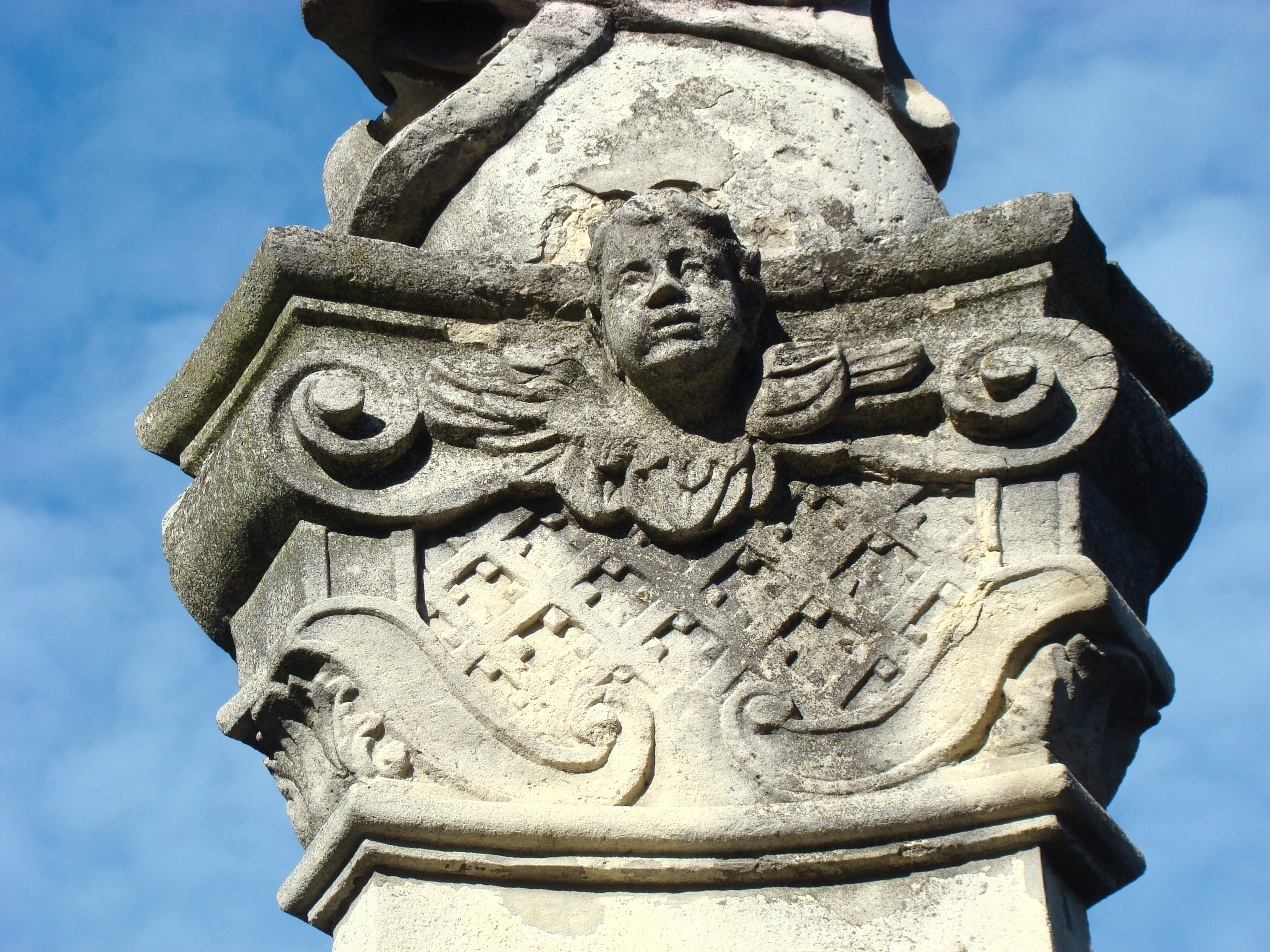
Capitelul postamentului